# 米蘭 (密歇根州)
米蘭（英語：Milan）是一個位於美國密歇根州門羅縣及沃什特瑙縣城市。

## 人口
根據2020年美國人口普查的數據，米蘭的面積為9.20平方千米，當中陸地面積為9.00平方千米，而水域面積為0.20平方千米。當地共有人口6079人，而人口密度為每平方千米661人。